# Juan Fortuny
Juan Fortuny est un réalisateur espagnol né le 4 juin 1917 à Barcelone où il est mort le 1er janvier 2000.

## Filmographie partielle
- 1942 : Legión de héroes (coréalisateur : Armando Seville)
- 1950 : Unas páginas en negro (coréalisateur : Armando Seville)
- 1955 : Huyendo de si mismo
- 1956 : Ce soir les souris dansent (La Melodía misteriosa)
- 1957 : Les Délinquants (Délincuentes)
- 1962 : Palmer ha muerto
- 1970 : Marchands de femmes (Huyendo de si mismo), coréalisé avec Pierre Chevalier
- 1973 : L'Homme à la tête coupée  (Las ratas no duermen de noche)
- 1977 : El pobrecito Draculín